# Pico Blanca
O Pico Blanca ou Blanca Peak (em inglês:  Blanca Peak e em navajo:  Sisnaajiní), é a montanha mais alta do Maciço Sierra Blanca, na parte sul das Montanhas Sangre de Cristo, no Colorado, Estados Unidos. Atinge no topo 4372 m de altitude e 1623 m de proeminência topográfica. É a quarta montanha mais alta das Montanhas Rochosas e a oitava dos Estados Unidos continentais.
O cume define a fronteira entre os condados de Huerfano, Costilla e Alamosa.
O Blanca Peak é considerado pelos Navajos como "montanha sagrada do leste" (Sisnaajiní) (ou Tsisnaasjiní), "montanha da madrugada" ou "da concha branca". Esta montanha é considerada como fronteira oriental da Dinétah, a tradicional terra Navajo. É por este povo associada à cor branca e é-lhe atribuído o género masculino.
A primeira ascensão ao topo terá sido feita durante o Levantamento Wheeler em 14 de agosto de 1874, mas para surpresa dos membros da expedição encontraram no topo restos de uma estrutura em pedra possivelmente feitos pelos Utes ou por exploradores espanhóis."